# Marketta Tikkanen
Marketta Tikkanen (* 1993 in Helsinki) ist eine finnische Schauspielerin.

## Leben und Karriere
Tikkanen wurde 1993 in Helsinki geboren. Ihr Vater ist der Schauspieler Antti Pääkkönen. Sie schloss ihr Schauspielstudium an der Universität Tampere ab.
Ihr Debüt gab sie 2009 in der Fernsehserie Kotikatu. Anschließend wurde sie 2017 für dem Film Tuntematon sotilas gecastet. Außerdem spielte sie 2019 die Hauptrolle in der Theaterstückversion von Die fabelhafte Welt der Amélie am Turku City Theatre. Unter anderem trat sie 2020 in Sunnuntailounas auf. Von 2020 bis 2023 wurde sie für die Serie Pohjolan laki gecastet. 2024 spielte Tikkanen in der Serie Kerma eine Hauptrolle. Ihre nächste Hauptrolle bekam sie im Musical Bonnie & Clyde, das im Sommer 2024 im Sommertheater Samppalinna aufgeführt wurde.

## Filmografie
Filme
- 2017: Tuntematon sotilas

Serien
- 2009–2010: Kotikatu
- 2018: Bordertown (Sorjonen)
- 2020: Sunnuntailounas
- 2020–2023: Pohjolan laki
- 2022: Vakuum
- 2024: Kerma